# عبدالقادر بن صالح
عبدالقادر بن صالح (به عربی: (عبد القادر بن صالح)؛ (به فرانسوی: Abdelkader Bensalah)؛ (زادهٔ ۲۴ نوامبر ۱۹۴۱ – درگذشتهٔ ۲۲ سپتامبر ۲۰۲۱) یک سیاستمدار اهل الجزایر بود که پس از استعفای عبدالعزیز بوتفلیقه در آوریل ۲۰۱۹ به عنوان رئیس‌جمهور الجزایر عمل می‌کرد. بن صالح برای مدت ۹۰ روز الجزایر را اداره کرد. در این مدت مقدمات انتخابات جدید فراهم و رئیس‌جمهور جدید انتخاب شد. بن صالح همچنین به‌طور همزمان رئیس مجلس شورای ملت از سال ۲۰۰۲ تا سال ۲۰۱۹ نیز بوده‌است.

## زندگی‌نامه
عبدالقادر بن صالح «به قرار رسمی» در ۲۴ نوامبر سال ۱۹۴۱ در فلاووسن، در نزدیکی تلمسان متولد شده‌است.شایعات مداومی؛ که او به‌طور مرتب آن‌ها را رد می‌کند، نشان می‌دهد که او در مراکش متولد شده و پس از جنگ استقلال الجزایر به یک شهروند الجزایر تبدیل شده‌است. پس از کار در بیروت به عنوان مدیریت مرکز اطلاعات و فرهنگ الجزایر؛ از سال‌های ۱۹۷۰–۱۹۷۴، او به مدت سه سال به عنوان روزنامه‌نگار در روزنامهٔ دولتی الخائب، به عنوان روزنامه‌نگار، پیش از آن‌که به عنوان نمایندهٔ استان تلمسن در ۱۹۷۷ انتخاب شود کار کرد. دوازده سال بعد، او به عنوان سفیر در عربستان سعودی منصوب شد، و تا سال ۱۹۹۳ در آن پست قرار داشت.